# 久徳左近兵衛尉
久徳 宗重（きゅうとく むねしげ）は、戦国時代から安土桃山時代にかけての武将。別名左近兵衛尉。織田氏、豊臣氏の家臣。近江国久徳城主。

## 生涯
久徳氏は多賀氏の一族。
犬上郡久徳の地を賜り、代々京極氏に仕えたが、浅井氏が勢力を強めるとこれに従った。その後、六角氏に通じたため浅井方に攻められ、久徳城を落とされた。
久徳左近兵衛尉は兄である実時の跡を継ぎ、織田信長の家臣となった。
元亀元年（1570年）6月、織田信長より黒印状によって多賀荘等で3千石を宛行われる。12月、浅井方の高宮右京亮の攻撃を受けるが、これを撃退した。
元亀2年（1571年）1月、信長は昨年の敢闘を称し、今春早々に高宮氏を退治する予定であることを告げている。この際堀秀村に対して、久徳に益々忠節を尽くす様申し聞かせるように、という書状が出されており、織田氏の家臣として両者は対等ではなく、秀村の指示を受ける立場であったことが知られる。
元亀4年（1573年）7月、槇島城の戦いに従軍。8月には朝倉攻めの先手を務めたが、遅れを取って信長より叱責を受けている。
天正2年（1574年）、堀秀村が改易され、秀村を与力としていた羽柴秀吉も天正5年（1577年）より中国攻めで播磨国へ赴いたため、以後は信長直参の旗本になった。
天正9年（1581年）、及び天正10年（1582年）1月15日の左義長の際は、近江衆のなかにその名がみえる。
本能寺の変後の山崎の戦いでは一族の久徳六左衛門尉が明智方として参戦しており、久徳氏は明智光秀に味方したものと考えられている。
そのため一時的に所領を没収されたとみられるが、天正11年（1583年）8月、秀吉より改めて旧領の犬上郡多賀荘内で3千石を宛行われている。
天正12年（1584年）7月、久徳新介と河尻秀長が用水について相論を起こした際、秀吉は河尻秀隆と久徳左近兵衛尉の時に解決した問題だと語っており、
この時までには引退、もしくは没したものと思われる。